# Carl von Clausewitz
Carl Philipp Gottlieb von Clausewitz (Burg bei Magdeburg, 1. srpnja 1780. – Breslau, 16. studenog 1831.) pruski general, vojni teoretičar koji je naglašavao moralne i političke aspekte rata. Clausewitz je bio realist u mnogim različitim značenjima i, iako je u nekim aspektima bio romantičar, također se uvelike oslanjao na racionalističke ideje europskog prosvjetiteljstva. Clausewitzovo se razmišljanje često opisuje kao hegelovsko zbog njegove dijalektičke metode; ali, iako je vjerojatno bio osobno upoznat s Hegelom, ostaje rasprava o tome je li Clausewitz zapravo bio pod njegovim utjecajem ili ne. Naglasio je dijalektičku interakciju različitih čimbenika, primjećujući kako neočekivani razvoj događaja koji se odvija pod "maglom rata" (tj. suočeni s nepotpunim, sumnjivim i često potpuno pogrešnim informacijama i visokim razinama straha, sumnje i uzbuđenja) zahtijevaju brze odluke zapovjednika uzbune. Povijest je doživljavao kao vitalnu provjeru eruditskih apstrakcija koje nisu u skladu s iskustvom. Za razliku od ranog djela Antoinea-Henrija Jominija, on je tvrdio da se rat ne može kvantificirati ili svesti na mapiranje, geometriju i grafove. Clausewitz je imao mnogo aforizama, od kojih je najpoznatiji "Rat je nastavak politike drugim sredstvima".
Njegovo je glavno djelo O ratu (njem. Vom Kriege).

## Vanjske poveznice
- Stranica posvećena Clausewitzu  Arhivirana inačica izvorne stranice od 24. siječnja 2008. (Wayback Machine)